# 1855 (numero)
Milleottocentocinquantacinque (1855) è il numero naturale dopo il 1854 e prima del 1856.

## Proprietà matematiche
- È un numero dispari.
- È un numero composto da 8 divisori: 1, 5, 7, 35, 53, 265, 371, 1855. Poiché la somma dei suoi divisori (escluso il numero stesso) è 737 < 1855, è un numero difettivo.
- È un numero sfenico.
- È un numero nontotiente in quanto dispari e diverso da 1.
- È esprimibile come somma di una serie di quadrati consecutivi: 1855 = 152 + 162 + 172 + 182 + 192 + 202.
- È un numero congruente.
- È un numero odioso.
- È un numero intero privo di quadrati.
- È parte delle terne pitagoriche (161, 1848, 1855), (636, 1855, 1961), (672, 1729, 1855), (792, 1855, 2017), (980, 1575, 1855), (1113, 1484, 1855), (1855, 4452, 4823), (1855, 6360, 6625), (1855, 6900, 7145), (1855, 9744, 9919), (1855, 32436, 32489), (1855, 35088, 35137), (1855, 49140, 49175), (1855, 68808, 68833), (1855, 245784, 245791), (1855, 344100, 344105), (1855, 1720512, 1720513).

## Astronomia
- 1855 Korolev è un asteroide della fascia principale del sistema solare

## Astronautica
- Cosmos 1855 è un satellite artificiale russo.